# Allan Williams
Allan Richard Williams (* 17. März 1930 in Bootle; † 30. Dezember 2016) war ein britischer Promoter und der erste Manager der Beatles.

## Leben

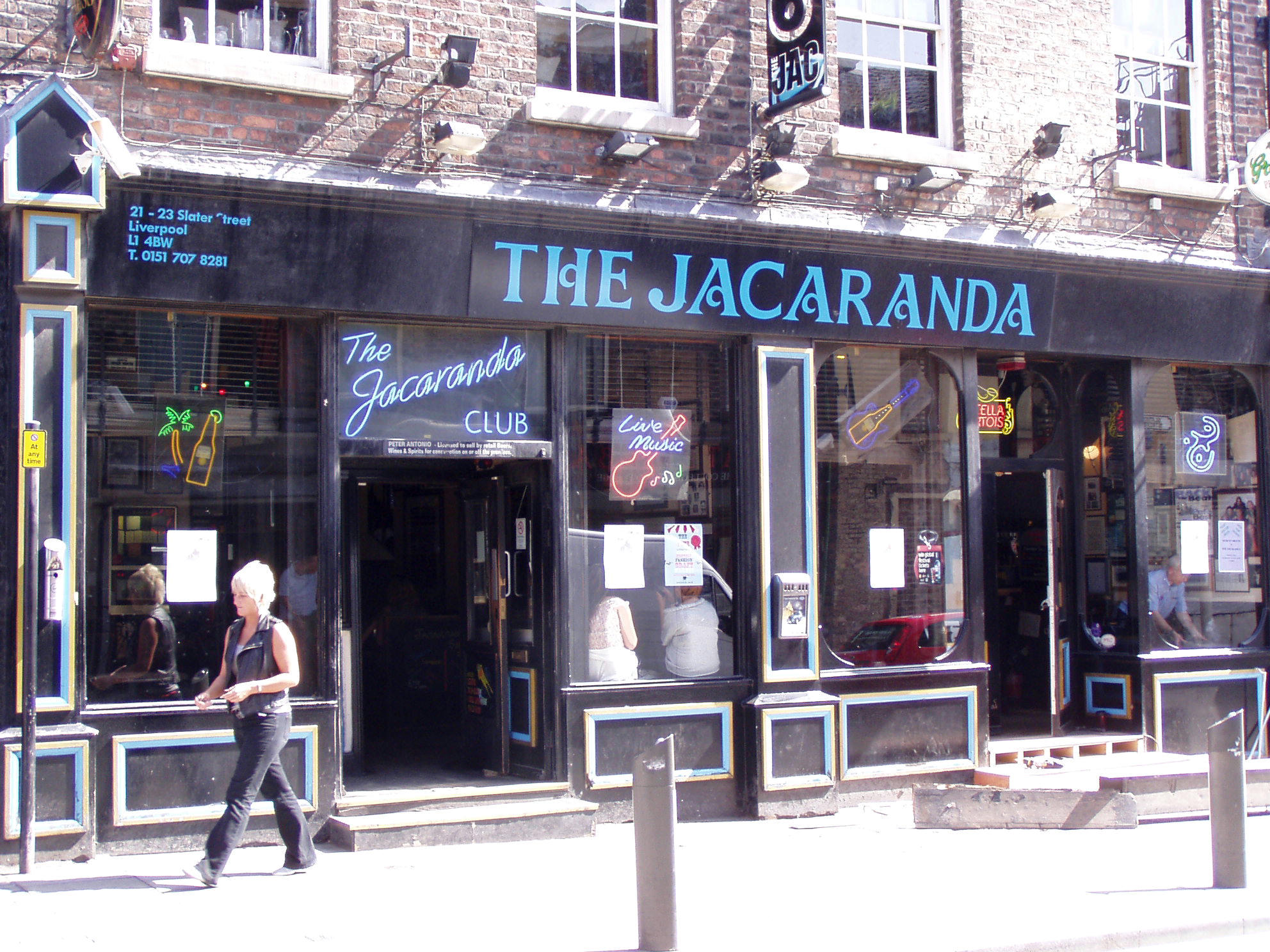
The Jacaranda, von Williams gegründet

Williams wurde als Sohn von Richard Edward Williams und Annie Cheetham geboren. Nachdem seine Mutter sehr früh nach seiner Geburt gestorben war, heiratete der Vater erneut und zog nach Litherland, in der Metropolitan Borough of Sefton. Williams hatte noch zwei Halbgeschwister.
1958 gründete Allan Williams in Liverpool eine Café-Bar, die er nach einem exotischen Baum The Jacaranda nannte. John Lennon, Stuart Sutcliffe und Paul McCartney waren damals regelmäßige Gäste und hatten auch gelegentlich Auftritte. Später begann Williams, für sie auch Auftritte in anderen Lokationen zu organisieren.
1960 fuhr er mit der Band in seinem Kleinbus nach Hamburg zu ihrem ersten Auftritt dort am 17. August im „Indra“, einem Stripclub an der berüchtigten Große Freiheit. 1961 trennte sich die Band von Williams, der 1975 seine Memoiren unter dem Titel "The Man Who Gave The Beatles Away" veröffentlichte, woraus auch ein Theaterstück entstand.